# Лапароцентез
Лапароцентез (син. парацентез, перитонеоцентез, пункція черевної порожнини, абдомінальна пункція, пункція живота) (з грец. lapara + kentesis = живіт + проколювання) — маніпуляція, яка полягає в проколі черевної стінки троакаром для видалення патологічного вмісту черевної порожнини. Найчастіше застосовується при асциті, з метою видалення надлишку рідини, однак може застосовуватися з діагностичною метою. Головною небезпекою при проведенні даної маніпуляції є ризик перфорації кишечника з подальшим розвитком калового перитоніту.

## Підготовка
Ця маніпуляція проводиться за допомогою спеціальних інструментів 
- троакар для проколу черевної стінки діаметром 3-4 мм з товстим гострокінцевим мандреном,
- дренажна гумова трубка до 1 м довжиною,
- затискач,
- шприц ємкістю 5-10 мл,
- для анестезії: хлоретил(охолодження)  або 0,25% розчин новокаїну,
- таз для збирання асцитичної рідини
- стерильні пробірки
- предметне скло для дослідження асцитичної рідини
- стерильний бинт (марля), вата, колодій.

Стерилізацію інструментів та підготовку рук лікаря, операційного поля проводять, як для операції.
Перед проколом очеревини напередодні звільнюється кишечник, а в день проколу (перед процедурою) — сечовий міхур. Положення хворого під час процедури — сидяче, а при важкому стані — лежаче у ліжку. В сидячому положенні хворий повинен опиратися на верхню половину стільця; у лежачому — слід дещо нахилити тулуб на правий бік.
Прокол роблять по середній лінії живота дещо нижче середини відстані між пупом та лобком або по лінії, що з'єднує пупок з передньоверхньою вістю лівої здухвинної кістки на відстані 3-5 см від останньої. Для накладання пневмоперитонеуму прокол можна робити по зовнішньому краю лівого прямого м'яза живота на рівні пупа, а для перитонеоскопії — у різних місцях  залежно від ділянки дослідження.

## Техніка виконання
Лікар стає зліва від хворого, відмічає місце проколу та дезинфікує шкіру. Робить місцеве знеболювання новокаїном (внутрішньошкірно, підшкірно та у пристінкову очеревину) або хлоретилом. Потім лікар бере троакар з введеним у нього мандреном, вказівний палець кладеться вздовж троакару, щоб обмежити його проникнення вглиб на 2-3 см. Шкіру на місці проколу дещо зміщують, притискають та розтягують. Троакар тримають перпендикулярно черевній стінці та одним ударом проколюють ним черевну стінку, потім витягують мандрен, і рідина починає вільно витікати. Беруть декілька мілілітрів рідини у пробірки для аналізу та роблять мазки, потім на троакар надягають гумову трубку, і рідина витікає по ній у таз. Рідину випускають повільно (1 л упродовж 5 хвилин), з цією метою періодично на гумову трубку накладають затискач. Коли рідина починає витікати повільно, хворого злегка переміщують на лівий бік (якщо він лежав). Якщо виділення рідини припиняється внаслідок закриття отвору троакару з середини петлею кишки, то необхідно обережно притиснути черевну стінку, при цьому кишка зміститься і тік рідини відновиться. Після видалення рідини витягують троакар, а отвір закривають тампоном, просякнутим колодієм; на живіт накладають тиснучу пов'язку, хворого вкладають на правий бік на декілька годин.
Виділення рідини після пункції — небажане явище, тому що створює можливість інфікування рани та черевної порожнини. Попереджується це дотриманням техніки проколу, зміщенням шарів (шкіри, підшкірної клітковини, м'язів) перед та після проколу, щоб не утворювався прямий канал для наступного витікання рідини.

## Ускладення
1. Флегмона стінки живота у ділянці проколу внаслідок порушення асептики
2. Пошкодження судин череної стінки з утворенням гематоми або кровотечі у черевну порожнину. В усіх випадках потрапляння у судину з троакару після витягення мандрену з'являється кров, та, якщо у подальшому рідина містить значні домішки крові, за хворим спостерігають, щоб вчасно надати оперативну допомогу.
3. Пошкодження органів черевної порожнини у випадках їхнього патологічного збільшення та наявності спайок у порожнині.
4. Підшкірна емфізема передньої стінки живота після накладання пневмоперитонеуму виникає внаслідок недостатньо глибокого проколу або проникнення повітря з черевної порожнини у черевну стінку через прокол.
5. Медіастенальна емфізема, рідкісне ускладнення пневмоперитонеуму; виникає внаслідок введення великої (1,5-2 л) кількості газу.
6. Пневмоторакс - проникнення повітря з черевної порожнини у плевральну через дефекти у місцях фізіологічних отворів діафрагми.

## Протипоказання
Пункція очеревини протипоказана при 
- гострих запальних та гнійних процесах у черевній порожнині;
- великих пухлинах, які майже повністю займають черевну порожнину;
- поширеному спаєчному процесі у черевній порожнині.
- вагітність
- повний сечовий міхур

Накладання пневмоперитонеуму протипоказане при важкому стані хворого, кахексії та серцевій недостатності.